# Psicologia do trabalho
Psicologia do trabalho,é uma subdisciplina da psicologia que se dedica ao estudo, concepção, avaliação e reestruturação das atividades de trabalho. Próxima à psicologia do trabalho se encontra a psicologia organizacional ou das organizações, que se dedica sobretudo ao estudo dos aspectos organizacionais de firmas e empresas. Devido à grande proximidade entre as duas áreas, elas são muitas vezes tratadas conjuntamente sob a designação psicologia do trabalho e das organizações. Outra disciplina próxima é a ergonomia, que se dedica também à estruturação do trabalho humano, mas de maneira mais acentuada ao sistema homem-máquina. Entre as tarefas da psicologia do trabalho estão: (a) Seleção e recrutamento profissional; (b) Treinamento e avaliação de desempenho profissional e o aconselhamento e orientação profissional, Essa ultima encontra-se formulada desde as primeiras concepções dessa aplicação da psicologia. Para Hugo Münsterberg (1863 — 1916) trata-se da aplicação dos conhecimentos psicológicos ao estudo do trabalho diferenciado em profissões.

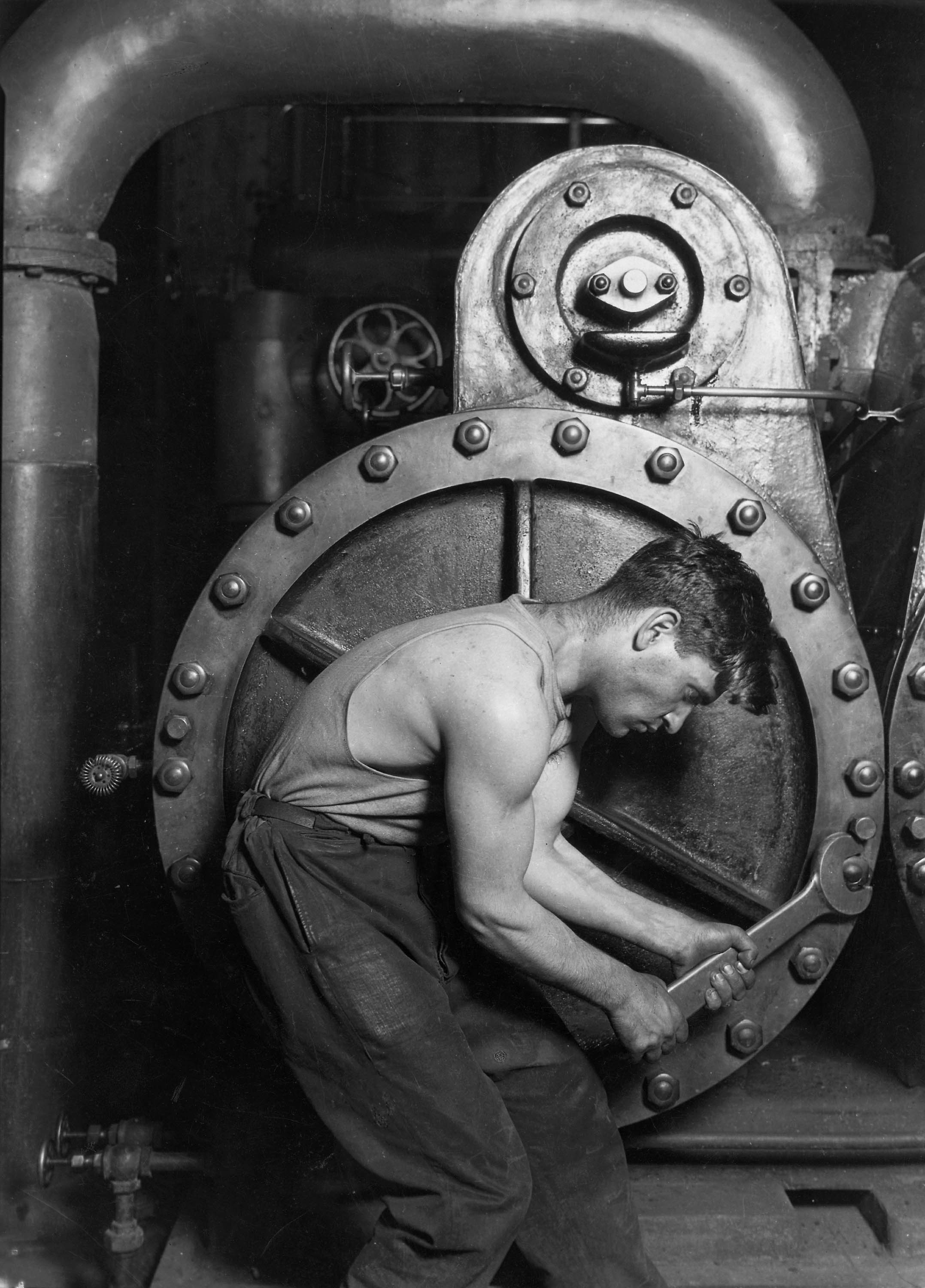
Um mecânico trabalhando em uma bomba a vapor de uma termoelétrica (foto de Lewis Hine, 1920).

Uma história da psicologia aplicada ao trabalho, psicologia industrial ou organizacional deve recuperar ou distinguir as duas principais aplicações desta disciplina científica ao trabalho: a Ergonomia ou estudo científico da relação entre o homem a máquina, o ambiente e a organização do trabalho e a Profissiografia do início do século, elemento fundamental dos estudos organizacionais dos políticas empresariais dos "planos de cargos e salários" e  da CBO, a Classificação Brasileira de Ocupações de uso nos  órgãos governamentais. Essa atividade já foi definida na segunda metade do séc. XX como: Profissiologia "a disciplina das atividades profissionais, onde se destaca a parte denominada profissiografia ou estudo analítico das atividades profissionais procedendo a sua sistemática classificação profissiológica. ou seja não se limitando ao métodos de "tempos e movimentos" do engenheiro americano Frederick Taylor (1856-1915).